# 厚板
厚板（あついた）とは、織物の一種。後に能衣装の名称としても用いられた。
古くは、中国などの舶来の綾織物が、厚い板を芯として平たく畳まれていたことから、舶来の地厚な絹織物を広く指していた。後に、平組織の地に複数の絵緯や金銀の糸を用いて、地搦みで抑えながら各種文様を織り出した織物を指すようになる。一方で、舶来の織物である厚板を材料として作られた、各種の模様が入った小袖の能衣装のことも、材料から厚板と称され、男役もしくは老女役の衣装として用いられた。